# 达布林赞康
达布林赞康（Darpo-ling Tsen-khang，“达布林”又译“塔巴林”），位于西藏自治区拉萨市城关区吉日一巷41号，是一座藏传佛教格鲁派寺院。

## 简介
“赞康”是指供奉“赞”的地方。“赞”或“赞神”是指一种凶猛的神。实际“赞”（或者说大部分“赞”）与人类一样都是在六道轮回中的众生，其中大多本属厉鬼，后被佛教高僧感化或者降伏，从而成为护持佛法的凶猛的世间护法。“赞”并非佛、菩萨等圣众，亦非吉祥天母、玛哈噶拉等出世间护法，故不属佛教徒皈依之对象。佛教徒不会皈依并顶礼世间护法，仅适当进行供养，向其请求世俗愿望。拉萨老城区内，有无数赞康，其中围绕大昭寺有所谓“四大赞康”，分别位于大昭寺东、西、南、北四个方向，分别是：东方的噶玛夏赞康，南方的绕赛赞康，西方丹吉林寺内的孜玛热护法殿，北方的达布林赞康。四座赞康均为三层建筑，由格鲁派重要寺院负责管理，并且都与桑耶寺的护法殿有渊源。
达布林赞康位于大昭寺以北偏东方向，八廓街东北角的黄色小房子背面的菜市场内。据说此庙由一世达赖兴建。五世达赖时期，开始归朗杰寺（布达拉宫朗杰扎仓，Namgyal Monastery）管理，直到1960年代。21世纪初，达布林赞康则正在由色拉寺附近的一座格鲁派寺院管辖。历史上，达布林赞康与桑耶寺渊源很深。
西藏寺庙大殿的佛坛传统上均面对殿门，但达布林赞康的佛坛则不是。据说，在拉萨仅有两座寺庙如此设计，另一座是强巴拉康。
达布林赞康主供世间护法“白毡神居士”。但21世纪初，这里并没有其立体身像，仅有一面该护法的壁画。古代，此处挂有“乌格”，是一个像胃的牛皮袋，据说临死的人的最后一口气都会被装进去。每年，这个“乌格”必须被送往桑耶寺的护法殿一次。达布林赞康的“乌格”已不存在。噶玛夏赞康也挂有一个“乌格”，至今仍存在。